# Radolfzeller Aach
Radolfzeller Aach (také Hegauer Aach) je 32 km dlouhý pravostranný nebo severní přítok Rýna na jihu Bádenska-Württemberska v Německu.

## Popis toku
Řeka vyvěrá v Aachtopfu, v největším prameništi v Německu v Aachu, v nadmořské výšce 475 m n. m. Voda zde vyvěrá z 18 m hluboké krasové jeskyně. Přibližně dvě třetiny vody pochází z pramenné oblasti Dunaje. Mezi Immendingenem a Möhringen a u Fridingenu mizí voda z Dunaje v podzemí (jedná se o tzv. propadání Dunaje) a znovu se objevuje v Aachtopfu.
Řeka dlouhá asi 32 km nejprve protéká řadou přírodních rezervací v oblasti Hegau. Tento úsek řeky se nazývá Hegauer Aach. Poté teče na jih k Singenu, odtud je nazývána Radolfzeller Aach. Posledních šest kilometrů dolního toku protéká přírodní rezervací Radolfzeller Aachried. Mezi Radolfzellem a Moosem se vlévá do severozápadní části Zellerského jezera (Zellersee). U ústí je průměrný průtok 10 m³/s, což z něj činí čtvrtý největší přítok Bodamského jezera.

## Plocha povodí
Povodí řeky Radolfzel Aach má rozlohu 261 km². Pokud se započítá i povodí Dunaje před jeho průsakem do krasové oblasti, pak řeka ve dnech, kdy veškerá voda Dunaje mizí v Dunajské propadlině, odvádí vodu z plochy 1 560 km².

## Hydrologie
V minulosti poháněla rychle tekoucí voda Radolfzeller Aach mnoho vodních mlýnů. Dnes pohání několik vodních elektráren. V některých oblastech se realizují projekty na obnovu přírody, například v Beuren an der Aach, kde obec Singen zřídila záchytné zařízení, které zachycuje sedimenty a štěrk přinášené řekou. Původní úvahy o navrácení těchto sedimentů proti proudu řeky u Volkertshausenu bylo upuštěno.

## Fauna
U Radolfzeller Aach se vyskytuje několik ohrožených druhů vodních ptáků, včetně bekasiny otavní, ledňáčka říčního a břehule říční. V roce 1998 se v ústí poprvé po 200 letech znovu usadil bobr. Z hlediska morfologie vody patří Radolfzeller Aach do dolní pstruhové a lipanové oblasti. Hlavním druhem ryby v řece Aach je pstruh potoční, protože lipan je kvůli své malé plachosti více vystaven potravnímu tlaku velké kolonie kormoránů v Radolfzeller Aachried. Kromě toho se zde stále vyskytují větší populace ohrožených druhů ryb mníka potočního a vranky obecné, které žijí chráněné na dně. V dolním toku se vyskytují i další druhy ryb z Bodamského jezera.